# Joséphine Draï
Pour les articles homonymes, voir Draï.
Joséphine Draï est une actrice, humoriste et chanteuse française, née le 13 mars 1984 à Neuilly-sur-Seine.

## Biographie
Elle est la fille de Philippe Draï, le batteur d'Alain Bashung (c'est à elle que fait référence le titre Osez Joséphine), et de Laurence Heller (du duo A caus' des garçons). Elle participe à une vidéo incitant à voter lors des « primaires citoyennes » de 2011. Elle rejoint Mouloud Achour sur Canal+ dans l'émission Clique, en 2013, puis La Nouvelle Édition en 2014.
En 2018, Joséphine Draï tient un des rôles principaux dans la série à succès Plan Cœur sur Netflix, elle incarne le personnage d’Emilie.
Elle entretient une relation amoureuse avec le réalisateur Benjamin Parent. Ils sont depuis le 15 décembre 2020 parents d'un petit garçon prénommé Saul.

## Filmographie

### Cinéma
- 2010 : Ivory Tower d'Adam Traynor : une serveuse
- 2013 : Les Gamins d'Anthony Marciano : Femme bureau Carl
- 2013 : Paris à tout prix de Reem Kherici : Marine Fournier
- 2014 : Prêt à tout de  Nicolas Cuche : Sandrine Coloc
- 2015 : Babysitting 2 de Philippe Lacheau et Nicolas Benamou : Joséphine
- 2017 : Si j'étais un homme de Audrey Dana : Joe
- 2017 : Les Nouvelles Aventures de Cendrillon de Lionel Steketee : Javotte
- 2017 : Embrasse-moi ! d'Océanerosemarie et Cyprien Vial : une invitée collante au mariage
- 2018 : Comment tuer sa mère de David Diane et Morgan Spillemaecker : Fanny
- 2019 : La Grande Classe de Rémy Four et Julien War : Christelle Flageot
- 2019 : Chamboultout de Éric Lavaine : Corinne, l’animatrice de l’atelier poterie
- 2020 : Un vrai bonhomme de Benjamin Parent : Mme Dubreuil
- 2020 : Les Cobayes d'Emmanuel Poulain-Arnaud : Gaëlle
- 2022 : Jumeaux mais pas trop : Femme politique en débat télévisé
- 2023 : BDE de Michaël Youn : une collègue de Vinz
- 2025 : Avec ou sans enfants ? d'Elsa Blayau : Sara
- 2025 : Anges & Cie  de Vladimir Rodionov : Chloé

### Télévision

#### Séries télévisées
- 2013 : Enfin te voilà !
- 2014 : France Kbek : Marie-Claude
- 2016 : Ma pire angoisse de Romain Lancry et Vladimir Rodionov : Jo (2 épisodes)
- 2016 : Les Beaux Malaises d'Éric Lavaine
- 2017 : L'Art du crime de Charlotte Brandström et Éric Woreth : Émilie Bazin (saison 1, épisodes 5 et 6 : Une œuvre au noir)
- 2017 : Munch : la juge Langlois (saison 1, épisode 4 : Mi-figue, mi-raisin et épisode 8 : Le procès)
- 2018 : Munch : la juge Langlois (saison 2, épisode 2 : Destins croisés)
- 2018 : Nu d'Olivier Fox : Eva (9 épisodes)
- 2018–2022 : Plan cœur de Noémie Saglio : Émilie (21 épisodes)
- 2020 : Validé de Franck Gastambide : Juliette, la secrétaire d’Omega Music (3 épisodes)
- 2021 : Yes vous aime
- 2021 : Têtard : Eva
- 2022 : Darknet-sur-Mer : Elise (série Prime Vidéo)
- 2022 : Candice Renoir : la brigadière-cheffe Lancel (épisode spécial Chacun dirige l'eau vers son moulin)
- 2023 : Lycée Toulouse-Lautrec de Fanny Riedberger, Nicolas Cuche et Stéphanie Murat : Mme Bayle, la psychologue (saison 1)
- 2023 : Prière d'enquêter, Amélie Laccore (saison 1, épisode 4)
- 2023 : La Tribu de Nadine Loisal et Patrick Cassir : Amélie
- 2025 : Le Nounou : Claire Delorme (épisode Le trait d'union)
- 2026  : Grandiose de Jean-Baptiste Pouilloux et Elsa Bennett

#### Téléfilms
- 1999 : Fleurs de sel : Sandrine de Renoncourt
- 2007 : Adriana et moi : Olive
- 2007 : Mariage surprise d'Arnaud Sélignac : Mélanie
- 2015 : Arletty, une passion coupable d'Arnaud Sélignac : Marie
- 2021 : Belle, belle, belle d'Anne Depétrini : Alice
- 2023 : L'Incroyable Embouteillage de David Charhon : Elsa
- 2024 : Le Nounou de Thomas Sorriaux : Claire Delorme
- 2025 : Haute saison de Clément Michel : Lisa

### Web
- 2011 : Love Is All About We de Hugo Pillard

### Publicité
- 2022 : Midas[4]

## Théâtre
- 2012 : Joséphine ose !

## Discographie
- 2013 : Joséphine ose ! (album)